# World Championship Tennis 1969
Il World Championship Tennis 1969 è stata una serie di tornei di tennis. È stato organizzata dalla World Championship Tennis (WCT).

## Calendario

### Legenda
| WCT Finals     |
| Serie regolare |

### Gennaio
Nessun evento

### Febbraio
| Settimana  | Torneo                                                           | Vincitore                        | Finalista                | Semifinalisti          | Eliminati ai quarti                                     |
| ---------- | ---------------------------------------------------------------- | -------------------------------- | ------------------------ | ---------------------- | ------------------------------------------------------- |
| 5 febbraio | U.S. Professional Indoor 1969 Filadelfia, USA Singolare - Doppio | Rod Laver 7-5, 6-4, 6-4          | Tony Roche               | Ken Rosewall Tom Okker | Charlie Pasarell Andrés Gimeno Ruben Gonzales Jan Kodeš |
| 5 febbraio | U.S. Professional Indoor 1969 Filadelfia, USA Singolare - Doppio | Tom Okker Marty Riessen 8-6, 6-4 | John Newcombe Tony Roche | Ken Rosewall Tom Okker | Charlie Pasarell Andrés Gimeno Ruben Gonzales Jan Kodeš |

### Marzo
Nessun evento

### Aprile
Nessun evento

### Maggio
Nessun evento

### Giugno
Nessun evento

### Luglio
Nessun evento

### Agosto
Nessun evento

### Settembre
| Settimana    | Torneo                                           | Vincitore                         | Finalista     | Semifinalisti | Eliminati ai quarti |
| ------------ | ------------------------------------------------ | --------------------------------- | ------------- | ------------- | ------------------- |
| 14 settembre | Atlanta WCT 1969 Atlanta, USA Singolare - Doppio | Earl Buchholz 6-4 5-7 6-4 5-7 6-2 | John Newcombe |               |                     |
| 14 settembre | Atlanta WCT 1969 Atlanta, USA Singolare - Doppio |                                   |               |               |                     |

### Ottobre
Nessun evento

### Novembre
Nessun evento

### Dicembre
Nessun evento